# Frank McRae
Pour les articles homonymes, voir McRae.
Frank McRae est un acteur américain, né le 18 mars 1944 à Memphis, dans le Tennessee (États-Unis), et mort le 29 avril 2021 à Santa Monica, en Californie.

## Biographie
Son physique imposant d'ancien footballeur professionnel se remarque dans la quarantaine de films qu'il a tournés. Il commence sa carrière d'acteur en 1972 et apparaît plus particulièrement, à plusieurs reprises, aux côtés de Sylvester Stallone (ainsi dans Rocky 2 : La Revanche en 1979, et dans Haute Sécurité en 1989). Un de ses rôles les plus marquants est celui d'un ancien boxeur dans Miracle sur la 8e rue (1987).
Il a également participé, pour la télévision, à des séries et téléfilms.

## Mort
Le 29 avril 2021, McRae est décédé d'une crise cardiaque à Santa Monica, en Californie.

## Filmographie partielle
- 1973 : Dillinger de John Milius
- 1973 : Shaft contre les trafiquants d'hommes (Shaft in Africa) de John Guillermin
- 1974 : Bank Shot de Gower Champion
- 1975 : Le Bagarreur (Hard Times) de Walter Hill
- 1978 : F.I.S.T. de Norman Jewison
- 1978 : La Taverne de l'enfer (Paradise Alley) de Sylvester Stallone
- 1978 : American Party (Big Wednesday) de John Milius
- 1979 : Norma Rae de Martin Ritt
- 1979 : Rocky 2 : La Revanche de Sylvester Stallone
- 1979 : 1941 de Steven Spielberg
- 1980 : La Grosse Magouille (Used Cars) de Robert Zemeckis
- 1982 : 48 Heures (48 Hrs.) de Walter Hill
- 1984 : L'Aube rouge (Red Dawn) de John Milius
- 1986 : Le Retour de Mike Hammer (The Return of Mickey Spillane's Mike Hammer) de Ray Danton
- 1987 : Miracle sur la 8e rue (Batteries not included) de Matthew Robbins
- 1989 : L'Adieu au roi (Farewell to the King) de John Milius
- 1989 : Permis de tuer (Licence to Kill) de John Glen
- 1989 : Haute Sécurité (Lock up) de John Flynn
- 1990 : 48 Heures de plus (Another 48 Hrs.) de Walter Hill (non crédité)
- 1992 : Columbo : un seul suffira : Lieutenant Robertson
- 1993 : Alarme fatale (Loaded Weapon 1) de Gene Quintano
- 1993 : Last Action Hero de John McTiernan
- 1997 : Asteroïde : Points d'impact (Asteroids: Deadly Impact) de Bradford May (TV) : Lloyd Morgan

## Voix françaises
| - Robert Liensol dans : - 1941 - 48 heures - L'Aube rouge - Vidéokid : L'Enfant génial - Med Hondo dans : - Norma Rae - L'adieu au roi - Haute Sécurité - Georges Atlas dans : - F.I.S.T. - Bonjour les vacances | - Henry Djanik dans : - Columbo : Un seul suffira (téléfilm) - Asteroïde : Points d'impact (téléfilm) Et aussi - Gérard Essomba dans La Taverne de l'enfer - Jacques Richard dans American Party - Pierre Garin dans Rocky 2 - Régis Ivanov dans Permis de tuer - Sady Rebbot dans Last Action Hero |